# Vasiliu Criste
Vasiliu Criste a fost un preot greco-catolic, om de cultură și autor. A fost "preot în Zalnoc, Sărăuad și Giurtelecu Șimleului — unul dintre cei mai distinși preoți sălajeni, care fiind și scriitorul unui tom de predici bisericești foarte practice și instructive", scria Daniil Graur. Este cunoscut pentru cărțile pe care le-a publicat cu sprijinul Episcopiei de la Gherla în 1884 și 1897. Vasiliu Criste era un bun cunoscator al istoriei Transilvaniei.

## Viața și activitatea
În 1884, în timp ce era "preotulu Zalnocului", Vasiliu Criste a publicat la Tipografia diecesană de la Gherla cartea "Predice pentru dominecile de preste anu compuse si elucrate dupa Catechismulu lui Deharbe". În ultimii ani secolului XIX a preluat parohia din Giurtelecu Șimleului de la Simeon Budișian. În 1897, in timp ce era "preotul S. Giurtelecului si al Lompertului", Vasiliu Criste a publicat, la Gherla, cartea "Predice pentru dominecile de preste anu compuse si elucrate dupa Catechismul lui Deharbe".
A fost implicat în principalele proiecte culturale ale vremii. În 1901, Vasiliu Cristea, preot in Giurtelec, a devenit membru la "Societatea fondului de teatru român"
La inceputul secolului al XX, Ioan Taloș a preluat postul de paroh la Giurtelecu Șimleului de la Vasiliu Criste În 1932 Daniil Graur scria: "părintele Cristea Vasiliu, fostul preot în Zalnoc, Sărăuad și Giurtelecu Șimleului, — unul dintre cei mai distinși preoți sălajeni, care fiind și scriitorul unui tom de predici bisericești foarte practice și instructive, aproape fiindu-i gata și al doilea tom, pe care din lipsă de sprijin nu l'a publicat". Vasiliu Criste era un bun cunoscator al istoriei bisericii din Transilvania.

## Cărți
- Predice pentru dominecile de preste anu compuse si elucrate dupa Catechismulu lui Deharbe, de Vasiliu Criste, preotulu Zalnocului. Tomul I. Dela Dominec’a Vamesiului si a fariseului pana la dominec’a a X. dupa Rosalie. Gherla (Tipografia diecesana), 1884. (22,5 x 15,5). 1 f., V, 275 p.
- Predice pentru dominecile de preste anu compuse si elucrate dupa Catechismul lui Deharbe, de Vasiliu Criste, preotul S. Giurtelecului si al Lompertului. Tomul II. Dela Domenica a XI. dupa S. Rosalie pâna la Domenica Vamesului. Aprobat prin Ven. Ordinariat diecesan gr. cat. de Gherla. Gherla (Tip. Aurora A. Todoran), 1897. (22,5 x 15,5). 169 p. 80 cr.